# パーデーク
パーデーク（ラーオ語: ປາແດກ, Padaek）は、ラオスおよびタイ王国イーサーンの塩辛。

## 概要
ラオスでは一般家庭で作られ、魚を漬けこんで揚げるなど様々なラオス料理に使われる。また、近年は外国にも持ち運べるよう乾燥品も販売されている。ラーオ族の多いイーサーンでは成人1人当たり500gを毎月消費する重要な調味料であり、同地域の市場では必ず販売されている。鉢に水と一緒に入れて骨を除き、その汁で野菜や魚を煮る事が多い。

## 製法
様々な淡水魚を原料とし、ナマズ目のワラゴレーリーやミストゥス属、コイ科のOsteochilusなどが特によく用いられる。体長10cm以下の小型のものは内臓を取り、大型のものは頭部や鱗を除去して切り身にし、魚に対して重量比25%ほどの塩と、米ぬかを加えて甕に入れて重石をかけ、半年から1年ほどかけて発酵させる。
なお、ペースト状のパーデークを作る場合は、頭部や内臓を除いた小さな切り身を竹籠に入れて重石をし、3日ほどかけて水分を抜いてから塩などを加える。また、固形部分を除いた液体は魚醤のナンパーデークとなる。